# Sông Potomac
Sông Potomac (Pa-tô-mác) là một con sông ở miền đông Hoa Kỳ chảy vào vịnh Chesapeake rồi thông với Đại Tây Dương. Sông dài khoảng 665 km, bao gồm lưu vực rộng khoảng 14.700 dặm vuông (38.000 km²). Xét về diện tích, sông Potomac là con sông lớn thứ 21 ở Mỹ. Riêng ở bờ đông Hoa Kỳ thì đây là con sông lớn thứ tư. Hơn 5 triệu người sống trong lưu vực sông này.

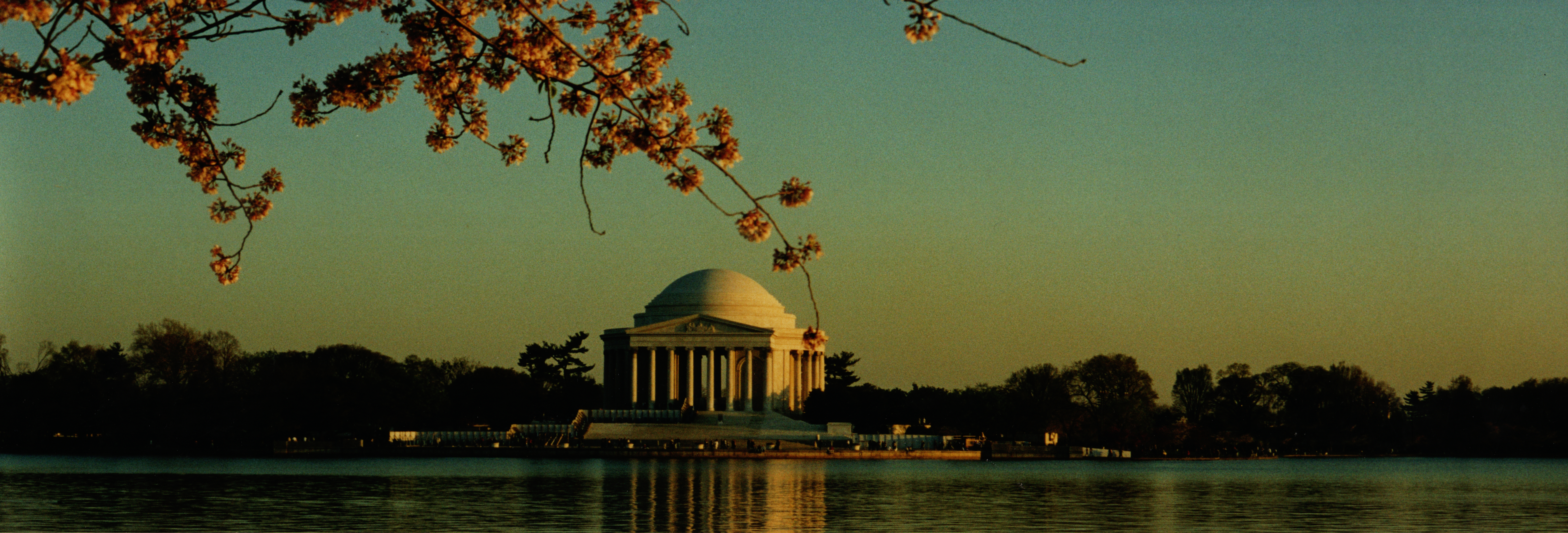
Đài tưởng niệm Thomas Jefferson lúc chiều tà

Sông Potomac bắt nguồn hai phụ lưu là North Branch và South Branch khởi phát từ vùng đông bắc tiểu bang Tây Virginia và hợp nhất ở quảng dưới thị trấn Cumberland, Maryland. Từ điểm này, sông chảy theo hướng đông nam trước khi đổ vào vịnh Chesapeake. Các phụ lưu khác là sông Shenandoah từ phía tây nam và sông Monocacy từ phía bắc đổ vào.
Potomac là ranh giới giữa hai tiểu bang Tây Virginia và Maryland. Lui về hạ lưu thì Potomac là địa giới giữa Virginia và Maryland cùng Đặc khu Columbia.
Tàu bè lớn có thể đi lại trên sông Potomac từ cửa biển lên đến thủ đô Washington. 8 cửa sông lớn nhất là Kitzmiller, Hancock, Williamsport, Shepherdstown, Harpers Ferry, Point of Rocks, Little Falls và Georgetown.
Nhiều loại cá sinh sống ở Potomac, bao gồm cá vược, cá musky, cá chó, cá walleye. Cá lóc tàu, một loài ngoại lai xâm hại, lần đầu tiên được phát hiện vào năm 2004. Nhiều loài cá thái dương cũng hiện diện ở thượng nguồn sông. Mặc dù hiếm nhưng cá mập bò vẫn có thể được tìm thấy tại đây.

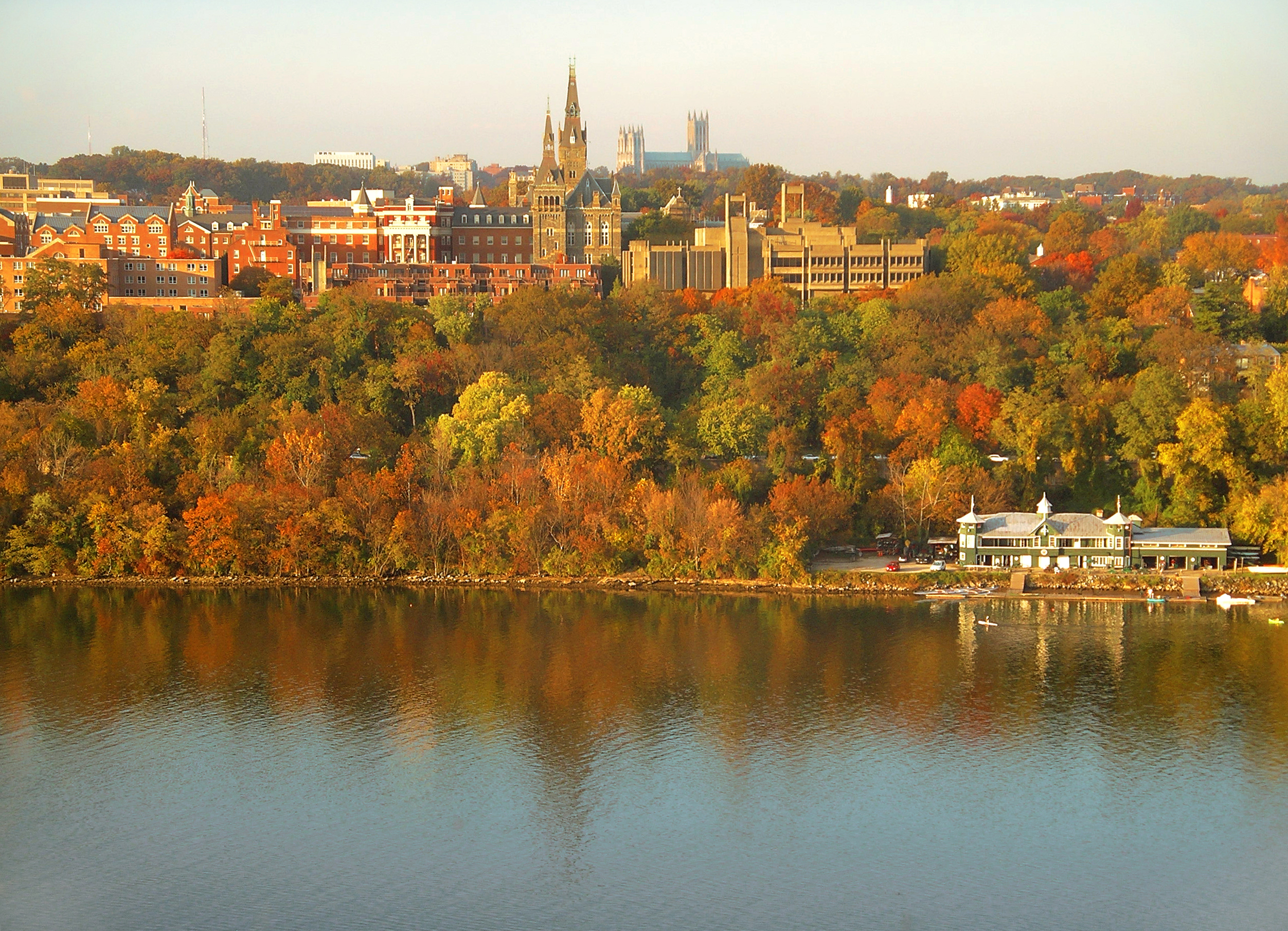
Đại học Georgetown nằm trên bờ sông Potomac vào mùa thu

Di tích lịch sử Mount Vernon, xưa kia là thôn ấp của George Washington, nằm ở bờ nam sông. Sông Potomac từng được tổng thống Washington vinh danh là "dòng sông của quốc gia."